# Sydsniglar
Sydsniglar (Milacidae) är en familj landlevande sniglar.
Typsläkte för familjen är Milax.